# Herb Białołęki
Herb Białołęki odwołuje się do tradycji, nawiązuje do ważniejszych wydarzeń w historii tych ziem, a także określa ich cechy charakterystyczne. Dwupolowość herbu powstała z połączenia dwóch starych miejscowości – Tarchomina i Białołęki.
Pole zielone ze złotym snopkiem symbolizuje tradycje rolnicze gminy, zaś pole złote z lwem symbolizuje miejski charakter gminy. Snopek wzięty z herbu Wazów przypomina też, że Białołęka była kiedyś własnością króla Jana Kazimierza. Lew na baszcie, nawiązuje do herbu Prawdzic rodziny Gołyńskich, długoletnich właścicieli Tarchomina i Białołęki. Natomiast topór jest herbem Ossolińskich, którzy przyczynili się do rozwoju Tarchomina.
Herb i flaga zostały przyjęte Uchwałą Nr XII/10/95 Rady Gminy Warszawa-Białołęka z 28 kwietnia 1995 roku.

## Barwy
W herbie Białołęki poszczególne kolory symbolizują:
- biały – oznacza uczciwość, prawdę, pokorę, czystość
- zielony – nadzieję, radość, honor
- złoty – szlachetność, życzliwość, inteligencję
- czerwony – odwagę, waleczność[1].

Barwy te powtarzają się także we fladze Białołęki.